# Индустриална и организационна психология
Индустриалната и организационна психология (също позната като индустриално-организационна психология, организационна психология и други) прилага психологията към организациите и работните места. „Индустриално-организационната психология допринася към успеха на организацията чрез подобряване на представянето и благополучието на човека. Организационните психолози изследват и идентифицират как поведението и нагласите може да бъдат подобрени чрез програми за обучение, системи за обратна връзка и други.“

## Общ преглед
Гуйон (1965) определя Индустриално-организационната психология като "научно изследване на отношенията между човекът и света на работата:...в процеса на правене на ? (p. 817). Блум и Нейлър (1968) я определят като „просто приложение или продължение на психологически факти и принципи към проблемите засягащи човешките същества опериращи в рамките на бизнеса и индустрията“ (p 4). Индустриално-организационната психология исторически включва две широки зони на изследване, както доказва името, макар че това разделение е изключително изкуствено и много от темите засягат и двете страни. Тя има своите корени в социалната психология; организационните психолози изследват ролята на работната среда в представянето и в други резултати като удовлетвореността от работата и здравето. Организационната психология е представена от 14 отдел на Американската психологическа асоциация.